# Заходи безпеки при поводженні зі зброєю

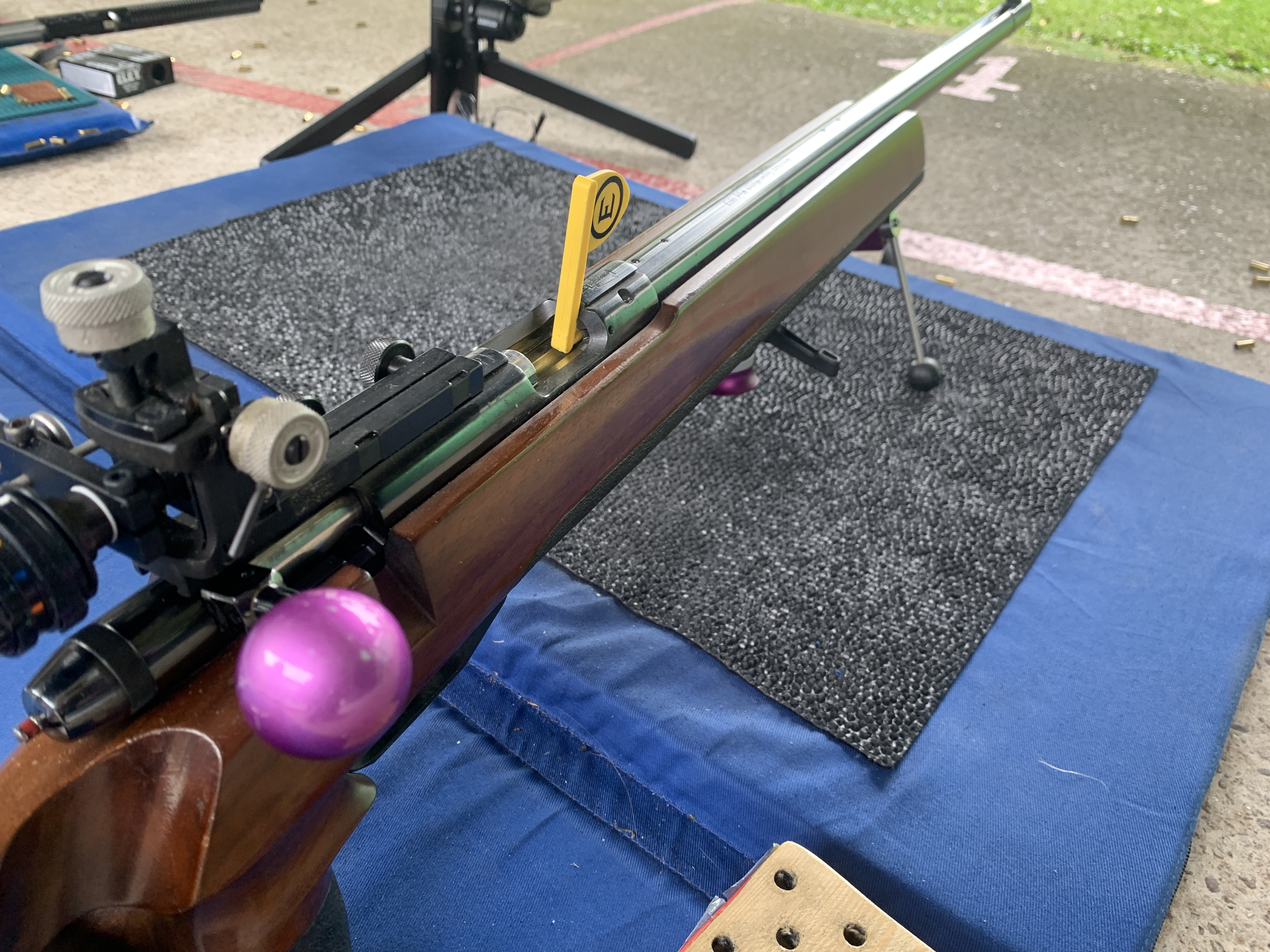
Жовтий прапорець демонструє, що затвор гвинтівки відкритий, а казенник вільний.

Заходи безпеки під час користування зброєю — система заходів, спрямованих на управління ризиками, пов'язаними з використанням, транспортуванням, зберіганням і утилізацією вогнепальної, пневматичної чи іншої стрілецької зброї та боєприпасів. Мета заходів — запобігання травм, захворювань або смертельних випадків. Концепція безпеки містить у собі навчання користувачів і технічні рішення щодо конструкції зброї, а також правове регулювання її виробництва, розповсюдження та експлуатації.[1]

## Огляд

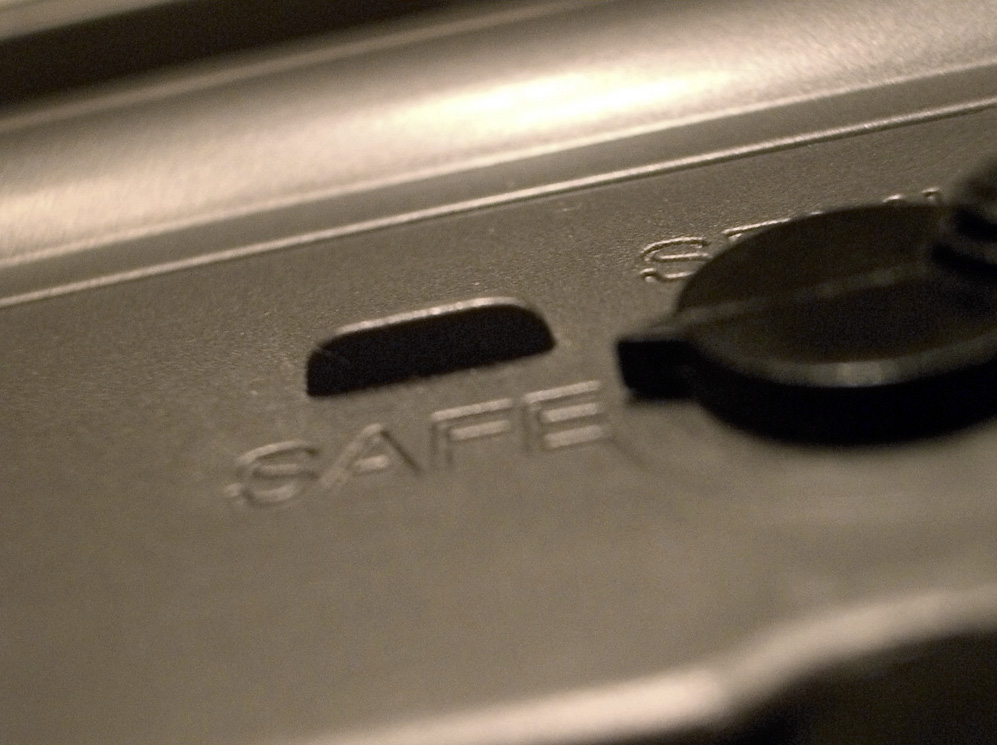
Запобіжник на автоматичній гвинтівці М16

Основи безпечного користування зброєю пов'язані з контролем людського фактора, що передбачає дотримання певних правил:
- Профілактика небезпечних дій. Навчання користувачів спрямоване на запобігання необережному використанню зброї;
- Обмеження доступу. Фізичні та технічні заходи (сейфи, замки) забезпечують недоступність зброї для непідготовлених осіб, зокрема дітей;
- Технічний супровід. Конструктивні рішення (вбудовані запобіжники, системи контролю) забезпечують додатковий рівень безпеки.
- Екологічна безпека. Заходи з мінімізації негативного впливу на здоров'я через свинець, шум, гарячі гази й інші вторинні фактори, що регулюються нормативними документами з охорони навколишнього середовища.
- В Україні система безпеки адаптована до місцевих умов, оскільки існують організації стрільбищ із дотриманням санітарних норм і спеціалізовані курси для співробітників правоохоронних органів та військових.

## Навчання
Ефективне володіння зброєю неможливе без систематичного навчання. Основні напрямки підготовки:
- Контроль спускового гачка. Ретельне ознайомлення з механізмом роботи зброї (див. Gun safety).
- Контроль напрямку ствола. Завжди направляти ствол зброї у безпечну сторону, щоб уникнути випадкових пострілів
- Роздільне зберігання зброї та боєприпасів. Забезпечення окремого зберігання зброї і боєприпасів для зниження ризиків випадкових інцидентів. Для співробітників силових структур і військових, яким може знадобитися носіння зарядженої зброї, проводяться спеціалізовані тренінги з регулярною перекваліфікацією. Навчальні курси відповідають державним стандартам і спрямовані на запобігання випадковим пострілам та аварійним діям у критичних ситуаціях.

## Зберігання

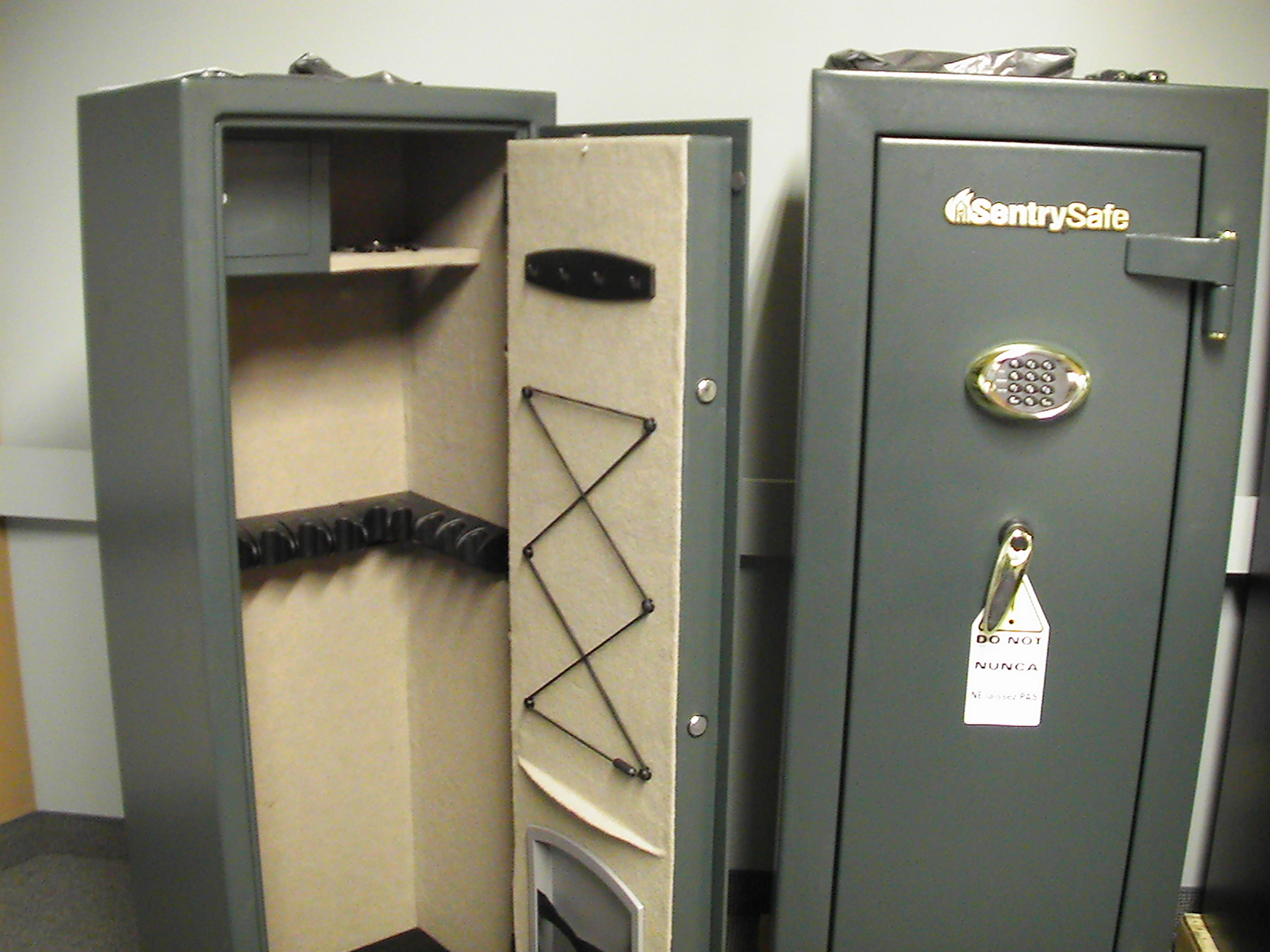
Великий збройовий сейф для гвинтівок і рушниць. Внутрішня шухляда для боєприпасів розташована зліва вгорі

Належне зберігання зброї та боєприпасів є ключовим елементом запобігання несанкціонованому доступу, крадіжкам та нещасним випадкам. Основні методи зберігання:
- Збройові сейфи та шафи. Використання спеціалізованих контейнерів, що відповідають стандартам безпеки. Законодавство передбачає використання сейфів, які відповідають сертифікованим вимогам; див. положення Закону України «Про зброю» ([http://zakon.rada.gov.ua/laws/show/406-2002-%D0%BF Закон України «Про зброю»]).
- Механізми блокування. Використання замків (запобіжники спускового гачка, камерні та тросові замки) ускладнює швидкий доступ до зброї (див. Gun safety).

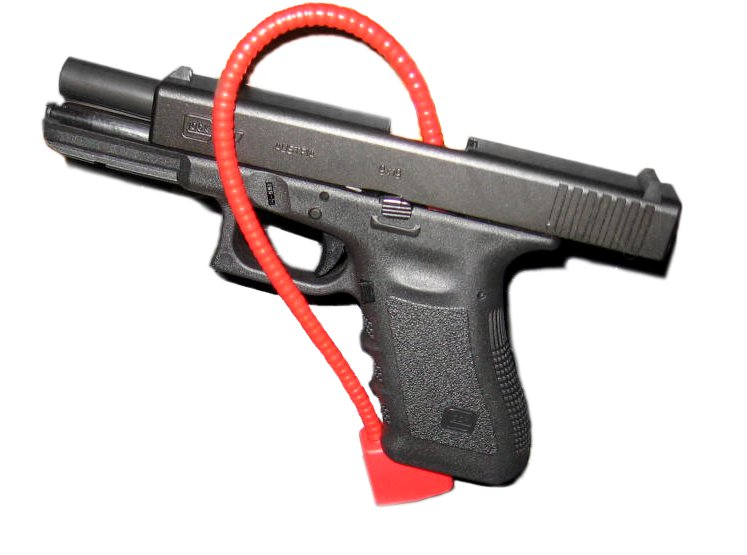
Знятий з бойового чергування і закріплений для транспортування за допомогою тросового замка через ствольну коробку пістолет Glock 19

- Особливу увагу приділяють зберіганню зброї у приватних оселях, де нормативними  вимогами є не лише технічні характеристики сейфів, але й заходи контролю доступу й обліку згідно із законодавством. Контроль здійснюється органами, такими як Міністерство внутрішніх справ України (МВС України) та Національна поліція України Знятий з бойового чергування і закріплений для транспортування  за допомогою тросового замка через ствольну коробку пістолет Glock 19(Національна поліція України). Порушення правил зберігання можуть кваліфікуватися як адміністративні (див. Кодекс України про адміністративні правопорушення) або кримінальні злочини (див. Кримінальний кодекс України). Часто рекомендується зберігати боєприпаси окремо від зброї, що мінімізує ризик нещасних випадків.

## Вторинні небезпеки
Окрім безпосереднього ризику застосування зброї, існують інші потенційні загрози:
- Шум. Постріл зброї супроводжується дуже гучним звуком, що може призвести до пошкодження слуху; використання засобів захисту (беруші, навушники) знижує цей ризик.
- Гарячі гази й уламки. При пострілі вогнепальна зброя викидає гарячі гази, порох і частинки, що можуть спричинити опіки або механічні пошкодження.
- Хімічні речовини та токсини. Використання та очищення зброї може супроводжуватися виділенням шкідливих речовин (свинцевий пил, залишки пороху), тому важливо застосовувати засоби захисту та регулярно проводити технічне обслуговування приміщень для стрільби.[2]

## Законодавче регулювання
Безпечне поводження, зберігання, набуття і використання зброї в Україні регулюється рядом нормативно-правових актів та документів:
- Закон України «Про зброю». Закон встановлює правові, організаційні та технічні основи володіння, транспортування, використання та зберігання зброї, містить вимоги до набуття (віковий ценз, медичне обстеження) та зберігання (наприклад, використання спеціально обладнаних сейфів). Офіційний текст: Закон України «Про зброю».
- Кодекс України про адміністративні правопорушення. Визначає адміністративну відповідальність за порушення правил зберігання та використання зброї. Офіційний текст: Кодекс України про адміністративні правопорушення.
- Кримінальний кодекс України. Регламентує кримінальну відповідальність за незаконне набуття, зберігання та використання зброї. Офіційний текст: Кримінальний кодекс України.
- Додатково питання регулюються постановами Кабінету Міністрів і наказами МВС, що встановлюють вимоги до вікового цензу, медичного обстеження та отримання дозволів на носіння зброї.

## Громадські ініціативи
У зв'язку з війною в Україні зросла кількість громадських організацій і бізнес-ініціатив, що реагують на ширше використання зброї у країні. Ці структури організовують тренінги та навчальні заходи, спрямовані на правильне використання зброї та дотримання заходів безпеки. Наприклад, організація PSDinfo проводить семінари та тренінги для підвищення рівня безпеки при поводженні зі зброєю, а також розповсюджує навчальні відеоматеріали на YouTube, що демонструють основні принципи безпечного використання зброї.

### Приклад ветеранів
Особливу увагу заслуговують ініціативи ветеранів війни, які активно займаються навчанням цивільних осіб основам військової підготовки та заходам безпеки під час користування зброєю. Наприклад, ветеран Денис «Квебек» активно організовує тренінги та семінари, спрямовані на підвищення бойової готовності та навчання правильним методам використання зброї; див. відповідні ресурси про діяльність ветеранів.